# Изгрев: Песен за две човешки души
„Изгрев: Песен за две човешки души“ или „Изгрев“ (на английски: Sunrise: A Song of Two Humans/Sunrise) е американска няма романтична драма от 1927 г. на немския режисьор Фридрих Мурнау (в американския му филмов дебют) и участват Джанет Гейнър, Джордж О'Брайън и Маргарет Ливингстън. Историята е адаптирана от Карл Майер по краткия разказ The Excursion to Tilsit от едноименната колекция от 1917 г., написан от Херман Зудерман.